# Edna Parker
Edna Ruth Scott, coniugata Parker (Shelbyville, 20 aprile 1893 – Shelbyville, 26 novembre 2008), è stata una supercentenaria statunitense.
Detenne il titolo di Decana dell'umanità dalla morte della giapponese Yone Minagawa, avvenuta il 13 agosto 2007, alla sua stessa morte.

## Biografia

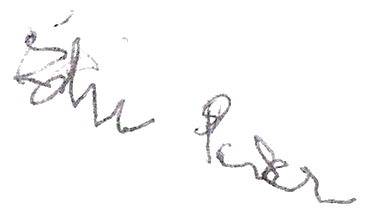
Firma di Edna Parker

Edna Ruth Scott nacque a Shelbyville, nell'Indiana; crebbe in una fattoria della contea di Johnson e frequentò il Franklin College prima di diventare insegnante. Insegnò in una scuola di due aule a Smithland per alcuni anni, Sposatasi nel 1911 all'età di 18 anni con il suo vicino di casa Earl Parker, rimase vedova nel 1938 e non si risposò mai. Dal matrimonio, Edna ebbe due figli, Clifford ed Earl Jr., e sopravvisse poi ad entrambi. Le sue due sorelle la precedettero nella morte, una morì all'età di 99 anni e l'altra a 88. Aveva anche 5 nipoti, 13 pronipoti e numerosi altri discendenti. Edna affermò di non avere mai fumato in vita sua e di non avere mai consumato alcol.
Parker visse da sola in una fattoria dall'età di 45 anni, quando suo marito morì, fino al 1993, all'età di 100 anni quando, ancora in ottima salute, visse brevemente con suo figlio Clifford, prima di trasferirsi in una casa di cura presso l'Heritage House Convalescent Center, una comunità di pensionati a Shelbyville, Indiana.  Fino alla sua morte, Parker leggeva il giornale ogni giorno e amava leggere e recitare poesie, in particolare le opere di James Whitcomb Riley, e secondo la famiglia amava citare le sue poesie ai visitatori. 
Edna fu l'ultima sopravvissuta al mondo tra i nati nel primo semestre dell'anno 1893. A seguito della sua morte, avvenuta il 26 novembre 2008 all'età di 115 anni e 220 giorni, la portoghese Maria de Jesus divenne la persona vivente più longeva del mondo.